# Stoptschatiw
Stoptschatiw (ukrainisch Стопчатів; russisch Стопчатов Stoptschatow, polnisch Stopczatów) ist ein Dorf in der ukrainischen Oblast Iwano-Frankiwsk mit etwa 2800 Einwohnern (2004).
Sie liegt inmitten von Wäldern am Ufer der Ljutschka (Лючка), einem 42 km langen, linken Nebenfluss der Pistynka (Пістинька, Nebenfluss des Pruth).
Stoptschatiw befindet sich an der Regionalstraße P–24 etwa 75 km südlich der Oblasthauptstadt Iwano-Frankiwsk und 27 km nordwestlich vom Rajonzentrum Kossiw.
Der Ort wurde 1515 zum ersten Mal schriftlich erwähnt und befand sich zunächst in der Adelsrepublik Polen-Litauen (in der Woiwodschaft Ruthenien), kam 1772 zu Österreich und lag bis 1918 im österreichischen Kronland Galizien und danach von 1918 bis 1939 in der Zweiten Polnischen Republik (Woiwodschaft Stanislau, Powiat Kołomyja, Gmina Jabłonów). Nach der Sowjetischen Besetzung Ostpolens war der Ort zwischen September 1939 und Sommer 1941 ein Teil der Sowjetunion innerhalb der Ukrainischen SSR, kam dann zum Deutschen Reich und wurde in den Distrikt Galizien eingegliedert. Nach der Rückeroberung des Gebiets durch die Rote Armee im Jahre 1944 wurde es wieder der Sowjetunion unterstellt, seit 1991 gehört es zur heutigen Ukraine.
Am 25. April 2017 wurde das Dorf ein Teil der neu gegründeten Siedlungsgemeinde Jabluniw im Rajon Kossiw, bis dahin bildete es die gleichnamige Landratsgemeinde Stoptschatiw (Стопчатівська сільська рада/Stoptschatiwska silska rada) im Norden des Rajons.

## Persönlichkeiten
1929 kam im Dorf der ukrainische Dichter, Diplomat und Übersetzer Dmytro Pawlytschko zur Welt.